# Яценко, Михаил Михайлович
Михаил Михайлович Яценко (укр. Яценко Михайло Михайлович; род. 17 августа 1987 года) — украинский пловец в ластах.

## Карьера
Представитель днепропетровского клуба «Сигма-Богатырь», тренер — Дарага Ж. В.
Призёр чемпионатов мира и Европы. Обладатель рекорда Украины на дистанции 200 метров в классических ластах — 1.37,61.
Мастер спорта Украины международного класса.